# Hosokawa Tadatoshi
Hosokawa Tadatoshi (細川忠利?; 21 dicembre 1586 – 26 aprile 1641) è stato un daimyō giapponese del periodo Edo appartenente ad un ramo del clan Hosokawa. Fu il padrone del famoso samurai Miyamoto Musashi.

## Biografia[2]
Figlio maggiore ed erede di Hosokawa Tadaoki fu battezzato quando aveva 9 anni; tuttavia quando divenne capo del clan non osò opporsi agli ordini di Tokugawa Ieyasu e bandì tutti i cristiani dai suoi domini. 
Sposò Chiyohime (1597-1649) figlia di Ogasawara Hidemasa e adottò la figlia del secondo shōgun Tokugawa, Hidetada. Il suo nome d'infanzia era Mitsuchiyo (光 千代?).
Avendo studiato nello Yagyū Shinkage-ryū sotto Ujii Yashiro, Tadatoshi voleva che il suo servitore, Musashi, combattesse contro il maestro della spada del suo feudo e vedesse quale stile era il più forte. Ma Ujii, nonostante la sua piena conoscenza dello stile Yagyū Shinkage non riuscì a infliggere un solo colpo contro Musashi. 
Tadaioshi disse poi di Musashi: "Non avrei mai immaginato che potesse esserci una tale differenza nei livelli di combattimento!"
Nel 1632 fu trasferito nello han di Kumamoto (Higo - 540.000 koku) dove divenne il primo daimyō di quel feudo. Prese parte alla soppressione della rivolta di Shimabara (1638).